# 코스모스 146호
코스모스 146호(러시아어: Космос-146)는 소유스 7K-L1의 시험선으로서 존드 계획에 속하는 소련의 실험용 인공위성으로, 바이코누르 우주 기지에서 프로톤-K 로켓에 실려 발사되었다. 코스모스 146의 발사 목적은 블록 D의 실증이었으며, 위성 본체는 소유스 7K-L1의 구조와 똑같았다. 코스모스 146호는 성공으로 끝났지만, 이후 우주선들에서 재진입 문제가 해결되지 못했기 때문에 7K-L1 우주선들은 전부 폐기처분되고 소유스 7K-L3으로 대체되게 된다.

## 과정
코스모스 146호는 1967년 3월 10일 협정 세계시 11시 30분 32초에 바이코누르 우주 기지 "81번 좌측" 발사장에서 프로톤-K 로켓에 실려 발사되었다. 우주선은 계획된 지구 궤도에 성공적으로 진입했다.
코스모스 146호는 지구 궤도에 하루 정도 머물다가, 로켓 분사를 통해 제2 우주속도를 넘어 달로 향하는 궤도를 만들었다. 다만 달을 목표로 하지는 않고 궤도 형성 자체만 시험했기 때문에 우주선은 허공을 돌게 되었고, 시험용 우주선이었기 때문에 우주선 회수 계획도 없었다. 비행 중 블록 D 엔진은 총 2번 가동되었다.
블록 D 엔진은 궤도를 8번 돈 이후 점화되었는데, 이는 흔하지 않은 경우였다. 소유스 승무원이 블록 D에 도착할 때 생기는 지연을 계산하기 위해서 그랬다고 추정된다.
니콜라이 카마니나는 1967년 3월 11일 자신의 일기에 다음과 같은 글을 남겼다.
Вчера в 14:30 запустили в сторону Луны первый корабль из серии Л-1 (облёт Луны). Корабль объявлен «Космосом-146». От ВВС на запуске были маршал Руденко и полковник Ващенко. Ракета УР-500К и все её ступени сработали отлично. Корабль выведен на орбиту, разогнан до второй космической скорости и направлен к Луне. На этом эксперимент и заканчивается. Планом предусматривается еще один такой пуск. Для ракеты УР-500К это уже пятый пуск (из пяти один был неудачный). По программе облёта Луны это первый пуск.

어제 14:30에 달 탐사선 L-1 시리즈의 첫 번째 우주선이 달을 향해 발사되었습니다. 우주선의 이름은 "코스모스 146"으로 발표되었습니다. 발사 당시 공군 원수 루덴코와 대령 야쳰코가 있었습니다. UR-500K 로켓과 모든 단이 완벽하게 작동했습니다. 우주선은 궤도에 진입하여 두 번째 우주 속도로 가속되어 달로 향했습니다. 이것으로 우주선 실험이 끝났습니다. 비슷한 시험 발사를 한 번 더 진행해야 합니다. UR-500K 로켓은 이번에 5번째 발사입니다(5개 중 하나는 실패했습니다). 이 우주선은 달 계획의 첫 번째 우주선입니다.— 니콜라이 카마니나 (Н. П. Каманина)

## 우주 경쟁
코스모스 146호가 발사되던 무렵 미국은 이미 달 탐사선의 프로토타입(AS-201, AS-202, AS-203)을 달 궤도로 올렸다. 당시 미국은 소련이 무인 시험선을 보내기 전에 유인 시험선을 보낼 수 있을 정도였지만, 코스모스 146 발사 2달 전 아폴로 1호 참사가 일어났다.